# 타마린 그린
타마린 그린(Tamaryn Green, 1994년 8월 19일 ~ )은 남아프리카 공화국의 모델, 미인대회 우승자이다. 2018 미스 남아프리카 공화국 우승자이며, 2018 미스 유니버스에 남아프리카 공화국 대표로 참가해 최종 2위를 했다.